# برنتون (ویرجینیای غربی)
برنتون(به انگلیسی: Brenton) شهری در ایالت ویرجینیای غربی کشور ایالات متحده آمریکا است که جمعیت آن در سرشماری سال ۲۰۱۰ میلادی، ۲۴۹ نفر بوده‌است.